# Route 12 (Ontario)
Pour les articles homonymes, voir Route 12.
La route 12 est une route provinciale de l'Ontario reliant la banlieue est du grand Toronto à Midland. Elle est d'une longueur de 144 kilomètres et constitue une section de la route Transcanadienne sur la partie centrale de son tracé.

## Tracé
Du sud au nord, la route 12 débute à Brooklin au croisement de la route 7 et de la route locale 3. Au sud de ce point et dans le même axe que la route 12, il s'agit de la route locale 12 qui rejoint Whitby et Oshawa. L'échangeur de l'autoroute 407 est également situé à quelques centaines de mètres au sud de l'intersection. 
À partir de son point de départ, la route 12 forme un multiplex avec la route 7 sur une distance de 38 kilomètres où elles traversent une zone de plaines. Près de Sunderland, les deux routes se séparent et à partir de ce point, la route 12 devient une section de la route Transcanadienne. 
De ce point, elle contourne par le nord-est le lac Simcoe et entre dans Orillia. Après avoir passé au sud d'Orillia, elle forme un multiplex avec la route 11 sur une courte distance de deux kilomètres. La route 12 reprend un tracé individuel sur une distance de 22 kilomètres avant de former un autre multiplex avec l'autoroute 400 sur une distance de six kilomètres entre Coldwater et Waubaushene. 
À la fin de ce multiplex, la route n'est plus une section de la route Transcanadienne et emprunte un tracé individuel vers l'ouest en suivant la rive sud de la baie Severn. Dans Midland, elle est nommée Heritage Road, et c'est justement au sud de Midland que la route 12 prend fin, au croisement de la route 93.